# Gorączka o nieznanej przyczynie
Gorączka o nieznanej przyczynie (łac. febris e causa ignota), FUO (od ang. fever of unknown origin) – termin medyczny służący do określenia stanu długiego utrzymywania się gorączki, której przyczyny nie udało się wyjaśnić mimo przeprowadzenia diagnostyki medycznej. Termin ten wprowadzono w 1961 roku; wcześniej stosowana była nazwa gorączka o niewyjaśnionej przyczynie (fever of unexplained origin).

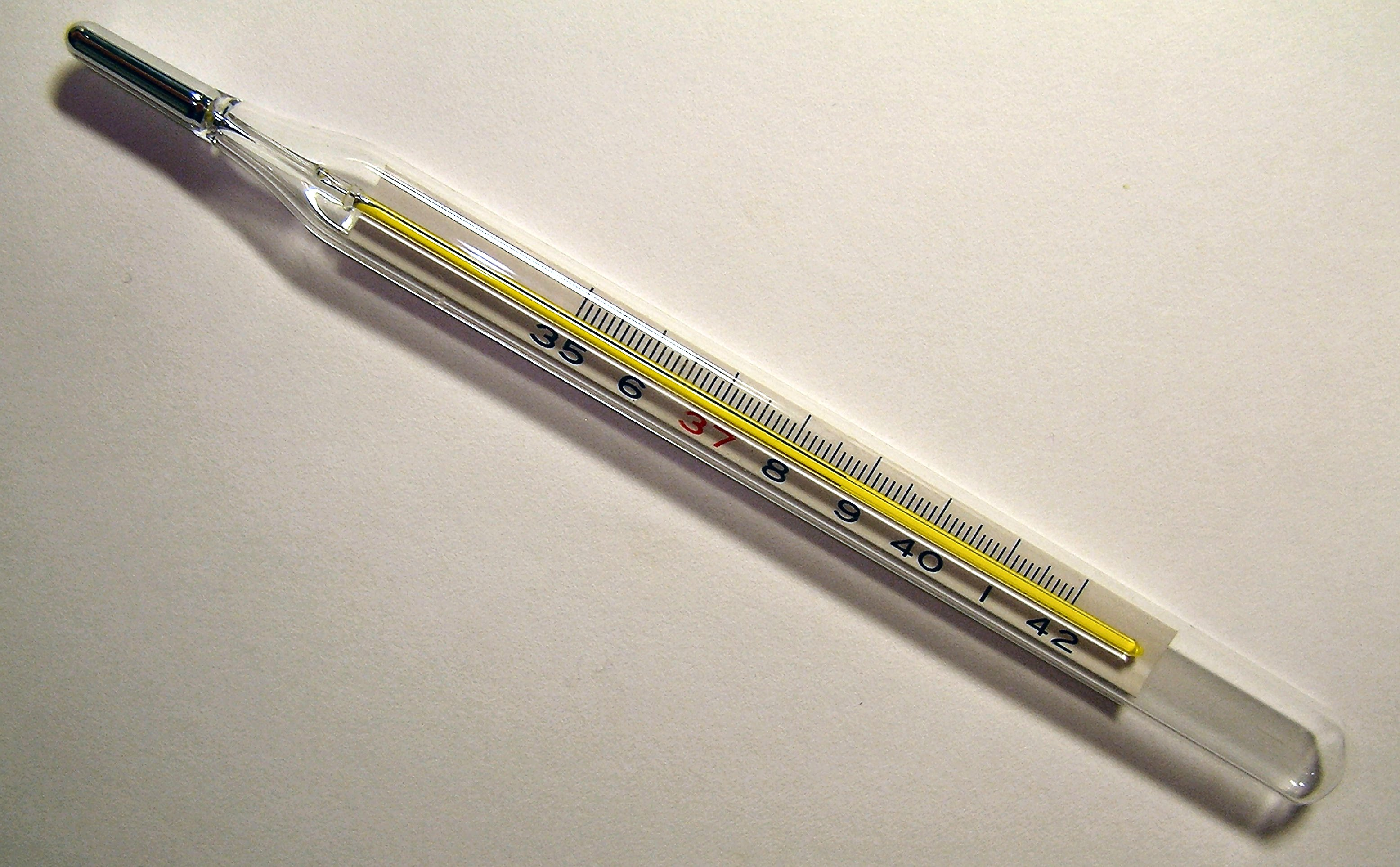
Do rozpoznania FUO wystarcza zwykły termometr medyczny

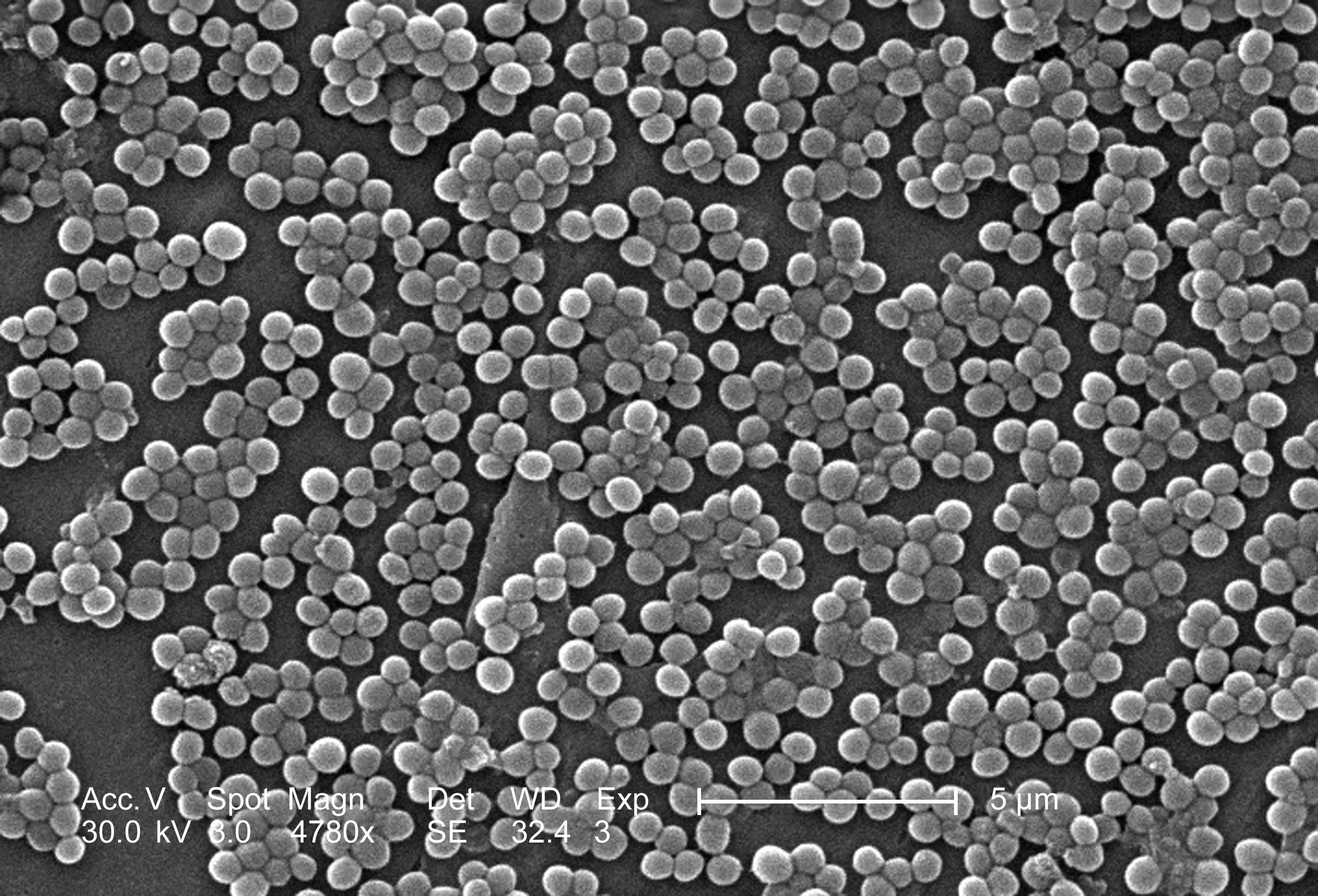
MRSA jest częstą przyczyną zakażeń, zwłaszcza szpitalnych

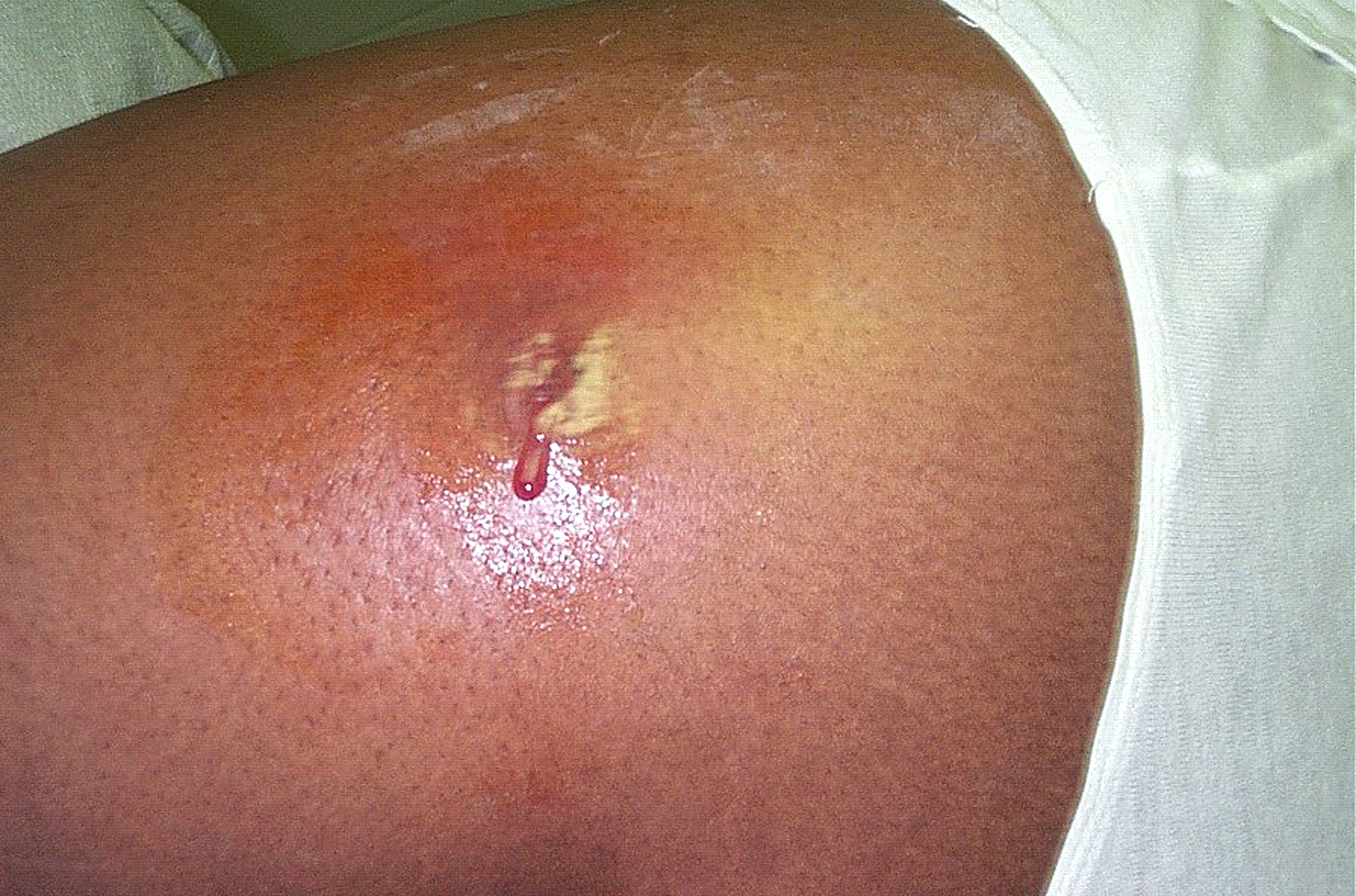
MRSA jest czynnikiem etiologicznym wielu ropni

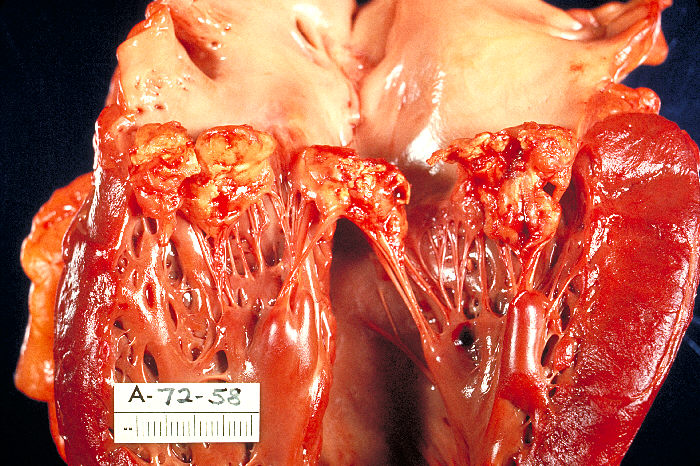
Wegetacje bakteryjne na zastawce mitralnej w przebiegu infekcyjnego zapalenia wsierdzia (preparat autopsyjny)

Obecnie gorączkę o nieznanej przyczynie rozpoznaje się wówczas, gdy spełnione są poniższe kryteria:
- temperatura ciała wynosi powyżej 38,3 °C i utrzymuje się długotrwale, lub wielokrotnie powraca
- trwa co najmniej 3 tygodnie
- nie udało wyjaśnić się jej przyczyny, pomimo prowadzenia diagnostyki przez ponad 3 dni w szpitalu, lub w trakcie 3 wizyt ambulatoryjnych.

Pojęcie FUO wprowadzono do użycia w roku 1961 i zmodyfikowano w 1991, kiedy to kryteria diagnostyczne rozszerzono o możliwość przeprowadzenia diagnostyki w warunkach ambulatoryjnych. Istnieją duże rozbieżności w nazewnictwie (niekiedy można także spotkać określenie fever without a source) i w definicjach rozpoznawania gorączki – w tym wypadku przyjęto arbitralnie temperaturę 38,3 °C.
Regulacja temperatury organizmu kontrolowana jest przez podwzgórze (hypothalamus), a substancjami powodującymi gorączkę mogą być czynniki pochodzenia zewnętrznego – pirogeny oraz pochodzenia wewnętrznego, produkowane przez monocyty.
Gorączka jest jednym z najczęstszych powodów zgłaszania się do lekarza, a wśród dzieci najczęstszym. Powoduje też niepokój wśród osób dotkniętych tym objawem, a długotrwale utrzymująca się dodatkowo powoduje objawy fizykalne, jak osłabienie, postępujące zmęczenie i utrata masy ciała, czy przy znacznie podwyższonej ciepłocie ciała, liczne objawy neurologiczne. Podwyższenie temperatury wyzwala też liczne mechanizmy kompensacyjne, których wspólnym mianownikiem są:
- podstawowa przemiana materii wzrasta o 20% na każdy 1 stopień podwyższenia ciepłoty
- zużycie tlenu wzrasta o 15%
- liczba uderzeń serca zwiększa się o 10 uderzeń na minutę
- parowanie wzrasta o 500 ml na dobę.

## Przyczyny
Najważniejszymi przyczynami FUO są:
- zakażenia w 25–50% przypadków (u dzieci 80%)
- choroby autoimmunologiczne wśród nich najczęściej kolagenozy w 15–40%
- nowotwory w 5–25% przypadków
- pozostałe przyczyny

## Objawy

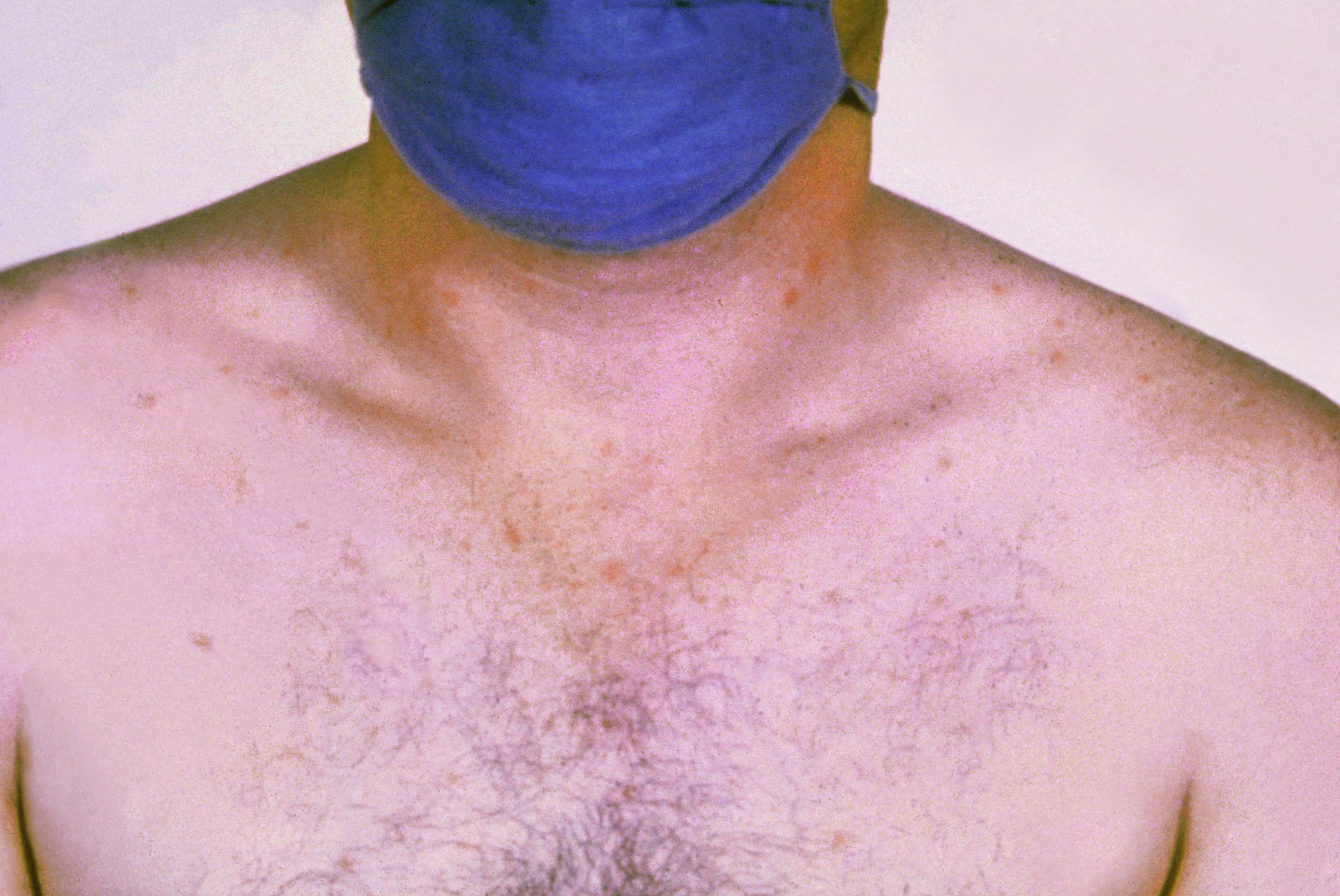
Wysypka skórna w przebiegu duru brzusznego

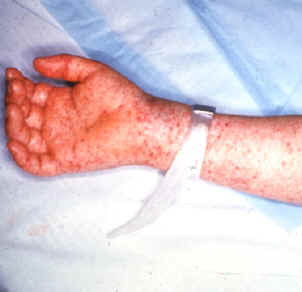
Zmiany skórne w gorączce krwotocznej

Objawy nie są charakterystyczne i dlatego należy zwrócić uwagę na tak zwane objawy lokalizujące, czyli objawy, których wystąpienie może naprowadzić na rozpoznanie, lub chociaż wskazać narząd lub układ, który może być źródłem gorączki. Objawami lokalizacyjnymi mogą być:
- charakter gorączki
  - gorączka ciągła czyli utrzymywanie się gorączki przez całą dobę i jej amplituda nie przekracza 1 °C
    - dur brzuszny
    - zapalenie mózgu
    - stosowanie niektórych leków
    - gorączka sztucznie wywołana, czyli gorączka u osób z problemami psychologicznymi lub psychiatrycznymi. Charakterystyczna jest względna bradykardia, czyli brak przyspieszenie tętna, pomimo wzrostu temperatury.

  - gorączka septyczna z amplitudą powyżej 2 °C i wzrostami do 40 °C i następowym spadkiem
    - gruźlica prosówkowa
    - ropnie
    - chłoniak
    - białaczka

  - gorączka dwuszczytowa – 2 maksima gorączki w trakcie doby
    - choroba Stilla
    - zimnica
    - lejszmanioza trzewna
    - neutropenia cykliczna

  - gorączka falista – kilkudniowe okresy gorączki są przeplatane okresami bezgorączkowymi
    - ziarnica złośliwa (tak zwana gorączka Pela-Ebsteina)
    - bruceloza
- objawy podmiotowe
  - ze strony OUN, jak splątanie, spowolnienie, encefalopatia
    - zapalenie opon mózgowo-rdzeniowych
    - ropień mózgu
    - dur brzuszny
    - nowotwór mózgu
    - bruceloza

  - uczucie zmęczenia
    - zakażenie HIV, wirus Epsteina-Barr, cytomegalia, toksoplazmoza
    - reumatoidalne zapalenie stawów
    - toczeń rumieniowaty układowy

  - ból głowy
    - zakażenie lub nowotwór ośrodkowego układu nerwowego
    - bruceloza
    - zakażenia riketsjami

  - ból brzucha
    - guzkowe zapalenie tętnic

  - ból pleców
    - ropień nerki
    - infekcyjne zapalenie wsierdzia

  - ból szyi
    - choroba Stilla
    - olbrzymiokomórkowe zapalenie tętnicy skroniowej

  - ból mięśni
    - włośnica
    - guzkowe zapalenie tętnic
    - zapalenie wielomięśniowe
    - polimialgia reumatyczna

  - objawy sercowo-naczyniowe (zawał mięśnia sercowego, udar mózgu)
    - infekcyjne zapalenie wsierdzia
    - choroba Takayasu
    - guzkowe zapalenie tętnic

  - zaburzenia widzenia lub ból oka
    - olbrzymiokomórkowe zapalenie tętnicy skroniowej
    - choroba Takayasu
    - ropień mózgu

  - nawracające krwawienia z nosa
    - choroba papuzia
    - białaczka lub chłoniak

  - ukłucie przez kleszcza
    - borelioza
    - erlichioza
    - babeszjoza
    - tularemia

  - kontakt ze zwierzętami
    - bruceloza
    - toksoplazmoza
    - choroba kociego pazura
    - leptospiroza
    - tularemia
    - kryptokokoza
- objawy przedmiotowe
  - siność siatkowata
    - kolagenozy

  - osutka plamista lub plamisto-grudkowa na skórze
    - choroba Stilla
    - dur brzuszny
    - leki
    - leptospiroza

  - wybroczyny
    - sepsa
    - infekcyjne zapalenie wsierdzia

  - powiększenie węzłów chłonnych
    - białaczki i chłoniaki
    - choroba kociego pazura
    - gruźlica
    - AIDS
    - toksoplazmoza
    - bruceloza
    - choroba Whipple’a

  - szmery sercowe
    - infekcyjne zapalenie wsierdzia

  - powiększenie śledziony
    - białaczka, chłoniak
    - toksoplazmoza
    - reumatoidalne zapalenie stawów
    - mononukleoza zakaźna
    - choroba papuzia
    - dur brzuszny

  - tkliwość lub ból mięśnia czworobocznego
    - ropień podprzeponowy

## Diagnostyka

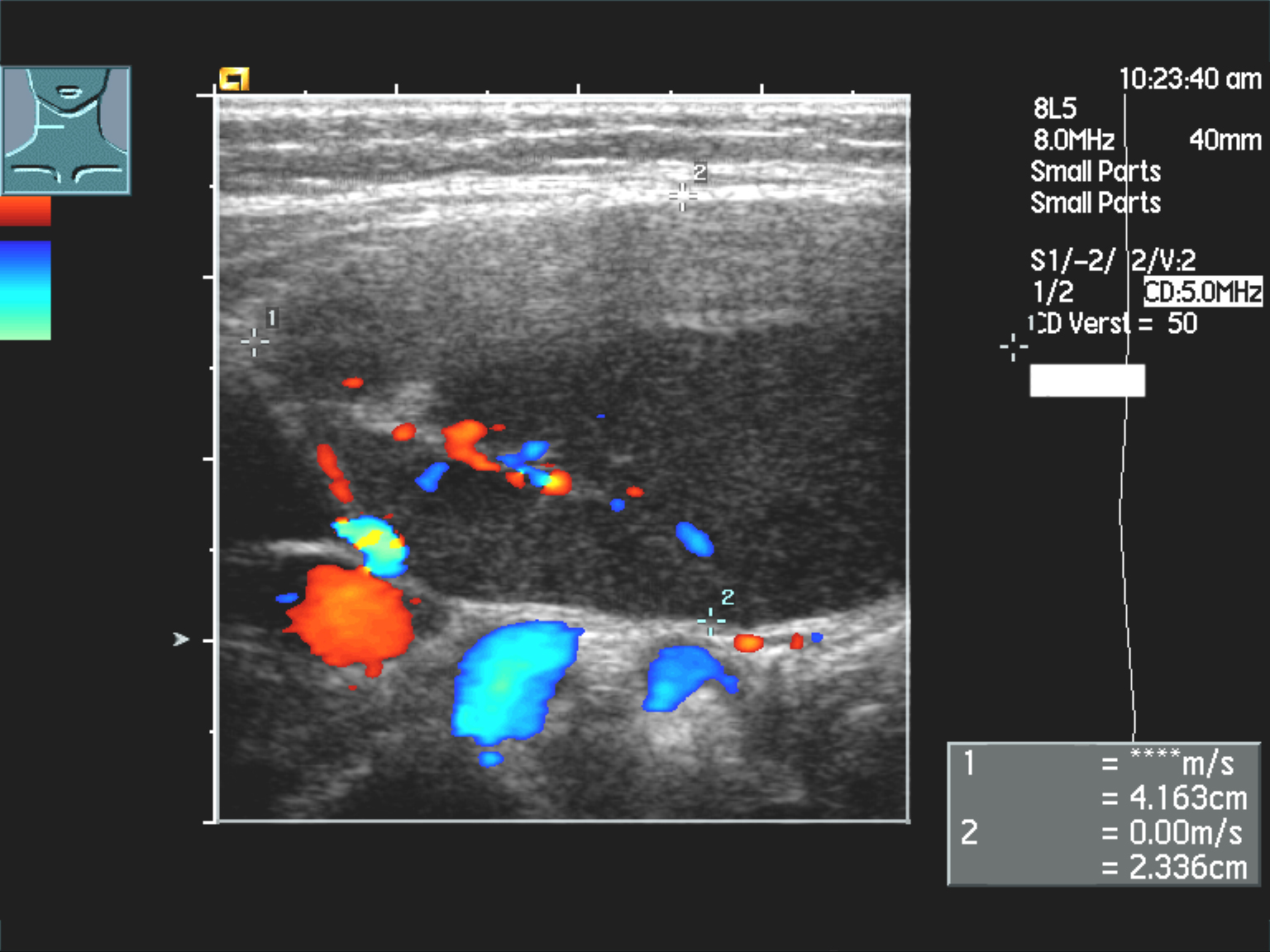
Ultrasonografia dopplerowska wykazuje powiększone węzły chłonne w obrębie szyi – ziarnica złośliwa

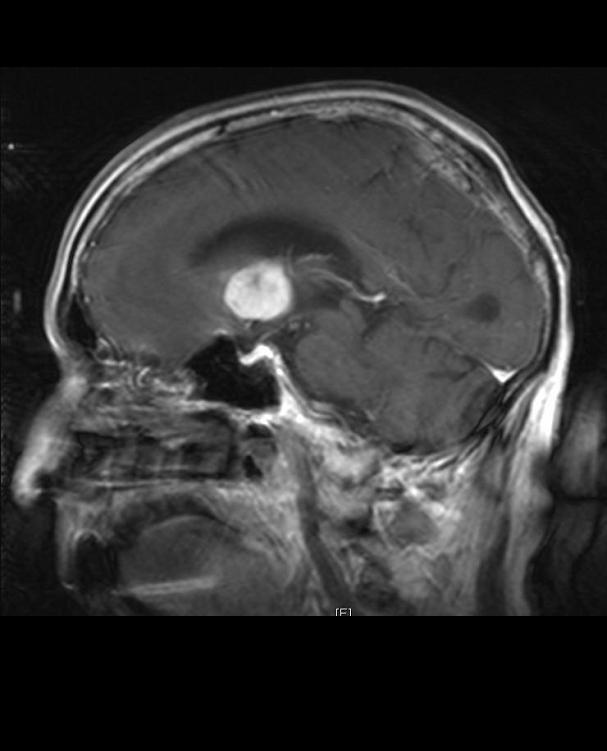
Jądrowy rezonans magnetyczny – ognisko chłoniaka w OUN

Z uwagi, że gorączka może mieć wielorakie przyczyny, istnieje potrzeba szerokiej diagnostyki. Obecność powyższych objawów lokalizujących, pozwala zawęzić, przynajmniej w początkowym okresie, zakres diagnostyki. Niemniej wydaje się, że minimalny zakres badań powinien zawierać:
- diagnostyka laboratoryjna
  - morfologia krwi z rozmazem i erytrogramem
  - Odczyn Biernackiego (OB), zwłaszcza podwyższenie tego wskaźnika ponad 100mm/h może świadczyć o:
    - chorobie Stilla
    - olbrzymiokomórkowym zapaleniu tętnicy skroniowej
    - raku, zwłaszcza raku nerki
    - zespole mielodysplastycznym
    - chłoniakach i ziarnicy zlośliwej
    - ropniu lub zapaleniu kości i szpiku kostnego

  - fosfataza alkaliczna – podwyższenie sugeruje następujące choroby;
    - gruczolakorak wątroby
    - gruźlica prosówkowa
    - chłoniak
    - zapalenie wątroby
    - przerzuty do wątroby
    - podostre zapalenie tarczycy

  - AlAT i AspAT
  - proteinogram
  - kreatynina
  - czynnik reumatoidalny
  - przeciwciała przeciwjądrowe
  - posiew krwi
  - odczyn tuberkulinowy, posiew plwociny
- diagnostyka obrazowa
  - ultrasonografia
  - tomografia komputerowa i/lub spektroskopia magnetycznego rezonansu jądrowego
  - echokardiografia
  - scyntygrafia kośćca

W zależności od wskazań, konieczne może też być wykonanie punkcji lędźwiowej i badania płynu mózgowo-rdzeniowego, biopsji lub pobrania węzła chłonnego, szpiku kostnego, badanie wycinka skórnego lub tętnicy skroniowej.

## Rozpoznanie
Prawidłowo przeprowadzona diagnostyka, przy współistnieniu objawów klinicznych pozwala na postawienie ostatecznego rozpoznania. Jak wspomniano na wstępie, zdecydowaną większość (ponad 90%) przypadków FUO powodują 3 grupy chorób: zakażenia, kolagenozy i nowotwory. Wystąpienie gorączki u niektórych grup chorych, takich jak chorzy u których gorączka wystąpiła w trakcie hospitalizacji, u chorych z neutropenią, zakażonych HIV i u dzieci, przyczyną FUO zdecydowanie częściej jest zakażenie.
Istnieją jednak przypadki, gdy przeprowadzona diagnostyka nie pozwala na jednoznaczne postawienie rozpoznania. Wówczas, w ramach diagnostyki różnicowej należy dodatkowo brać pod uwagę;
- błędy zamierzone lub niezamierzone w dokonywanych pomiarach temperatury
- tak zwaną gorączkę sztucznie wywołaną występującą najczęściej u osób z różnymi zaburzeniami o podłożu psychologicznym lub psychiatrycznym. Objawy tej postaci zwykle występują od dłuższego czasu, a nie stwierdza się objawów wyniszczenia. Chorzy są w dobrym stanie ogólnym, podwyższonej temperaturze towarzyszy względna bradykardia, czyli pomimo gorączki nie występuje tachykardia. Gorączka ma przebieg ciągły i pomimo jej występowania skóra pozostaje chłodna.
- gorączka polekowa – może mieć tło alergiczne, lub niealergiczne, występuje częściej u osób w wieku podeszłym, najczęściej pojawia się po jednym lub dwóch tygodniach od wprowadzenia leku (choć opisywane są okresy kilkuletnie) i samoistnie zanika po upływie 2 lub 3 dni od przerwaniu leczenia.

Leki najczęściej powodujące gorączkę:
- penicylina
- sulfonamidy
- wankomycyna
- amfoterycyna B
- salicylany
- bleomycyna
- interferony
- chinidyna i jej pochodne
- prokainamid
- barbiturany
- fenytoina
- metyldopa

## Leczenie
Wybór metody leczenia jest ściśle uzależniony od wywołującej przyczyny.